# Gymnomitrion adustum
Gymnomitrion adustum är en bladmossart som beskrevs av Christian Gottfried Daniel Nees von Esenbeck. Gymnomitrion adustum ingår i släktet frostmossor, och familjen Gymnomitriaceae. Inga underarter finns listade i Catalogue of Life.